# 齐齐哈尔市第三中学
47°21′38″N 123°57′14″E / 47.36045°N 123.95395°E
齐齐哈尔市第三中学（也称齐齐哈尔第三中学，简称齐市三中）是黑龙江省齐齐哈尔市劳动湖畔的一所全日制初级中学，位于建华区卜奎北大街119号，是黑龙江省首批示范化初中，省两全学校，省级文明单位标兵，省市初中教育教学的重要基地。齐市三中始建于1952年9月25日。
学校建筑分为：鸣鹤楼、飞鹤楼、金鹤楼、体育馆以及独栋厕所。其中鸣鹤楼、飞鹤楼、金鹤楼为教学楼。学校曾出资150万元购买天文望远镜，安置于鸣鹤楼顶部。
2019年，有1位教师被评选为“全国模范教师”。

## 校风
勤奋、团结、求实、健康